# Newell (Virgínia Ocidental)
Newell é uma Região censo-designada localizada no estado norte-americano de Virgínia Ocidental, no Condado de Hancock.

## Demografia
Segundo o censo norte-americano de 2000, a sua população era de 1602 habitantes.

## Geografia
De acordo com o United States Census Bureau tem uma área de
2,4 km², dos quais 1,9 km² cobertos por terra e 0,5 km² cobertos por água.

## Localidades na vizinhança
O diagrama seguinte representa as localidades num raio de 8 km ao redor de Newell.